# Uraecha obliquefasciata
Uraecha obliquefasciata är en skalbaggsart som beskrevs av Fernando Chiang 1951. Uraecha obliquefasciata ingår i släktet Uraecha och familjen långhorningar. Inga underarter finns listade i Catalogue of Life.